# 特拉華鎮區 (愛荷華州索克縣)
特拉華鎮區（英語：Delaware Township）是位於美國愛荷華州索克縣的一個行政鎮區。

## 地方資料
根據2010年美國人口普查的數據，特拉華鎮區的面積為93.35平方千米，當中陸地面積為93.01平方千米，而水域面積為0.34平方千米。當地共有人口275人，而人口密度為每平方千米2.95人。